# Polypodium hydriforme
Polypodium (Ussov, 1885) é um género monoespecífico de cnidários parasitas. A sua única espécie validamente descrita é Polypodium hydriforme, um parasita dos ovos de esturjão e de peixes afins (Acipenseridae e Polyodontidae), constituindo um dos poucos cnidários que vive no interior das células de outros animais. 

## Descrição
A posição taxonómica da classe Polypodiozoa é incerta, pois as suas relações filogenéticas não são claramente conhecidas. Foi previamente incluída com as narcomedusas (Narcomedusae), mas a tendência actual é de a considerar como uma classe separada de cnidários. A informação molecular conhecida sugere que o taxon poderá estar relacionada com os Myxozoa (também parasitas), mas a relação permanece controversa.